# 金玟基
金玟基（Kim Min-ki，1990年6月21日—），生於韓國京畿道水原市，韓國足球運動員，司職前鋒。

## 球員生涯
12歲時，金玟基加入蔚山現代青年軍，更是南韓U15至U17梯隊的常客。
2006年，年僅16歲的金玟基被逃選中入韓國足球協會的青年計劃，計劃旨在將有潛質的年輕人送到國外接受訓練，並培養出像孫興慜的超級巨星。通過該計劃，金玟基被邀到聖保羅，在巴甲的彭美拉斯接受了一季訓練。
2013年，金玟基協助蔚山海豚贏得國家聯賽冠軍，同時令他獲得K2球會水原FC的青睞。正當他開始在球隊站穩陣腳時，他需要準備入伍服兵役。退伍後輾轉效力過K3球隊坡州市民及平澤市民。
2019年1月8日，金玟基加盟港超球隊凱景。
2019年夏天，金玟基獲前凱景教練馮凱文親身遠赴南韓，遊說他隨他轉投和富大埔。 可是大埔在下半季因贊助商資金流動出現問題，宣佈放棄角逐餘下賽事。

## 外部連結
- HKFA （页面存档备份，存于）